# Yousef Mohamed Yousef Eissa
Yousef Mohamed Yousef Eissa (arab. يوسف محمد يوسف عيسى ;ur. 6 grudnia 2000) – egipski zapaśnik walczący w stylu wolnym. Srebrny medalista mistrzostw Afryki w 2020 i brązowy na mistrzostwach arabskich w 2022. Mistrz i wicemistrz Afryki juniorów w 2020. Drugi na mistrzostwach Afryki kadetów w 2016 roku.